# 3 a.C.
O ano 3 a.C. foi um ano comum que iniciou numa terça-feira do calendário juliano.[carece de fontes?]

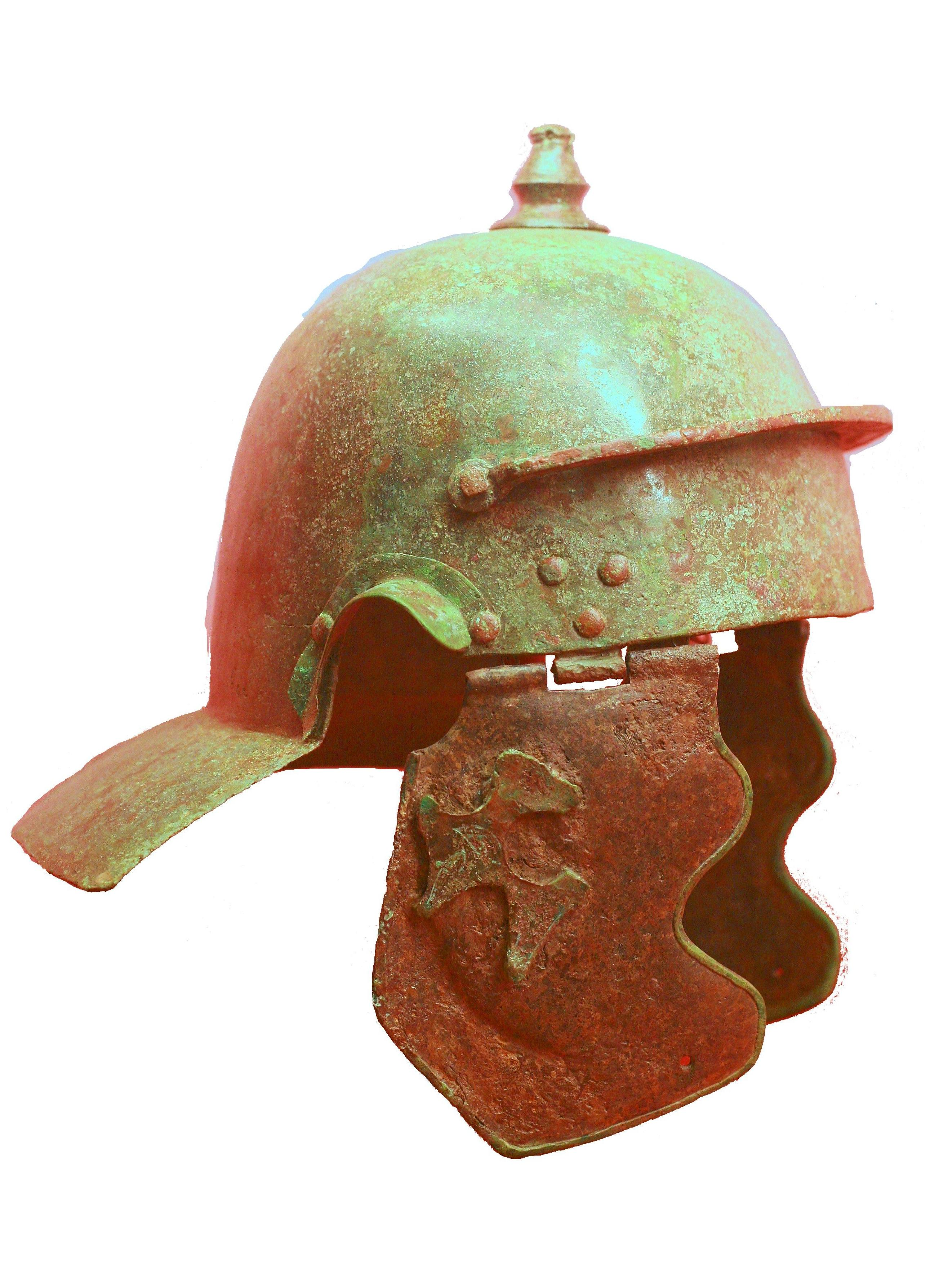
Capacete da infantaria romana (final do primeiro século).

| Ano completo                       |
| ---------------------------------- |
| Ano comum com início à terça-feira |

## Eventos

### Roma
- Marco Valério Messala Messalino e Lúcio Cornélio Lêntulo, cônsules romanos.[1]

### Vida de Jesus
- José, que havia fugido para o Egito para proteger seu filho Jesus, é avisado por um anjo da morte de Herodes, e comandado a voltar para a Judeia. Sabendo, porém, que Arquelau reinava na Judeia, José, avisado por um sonho, vai morar na Galileia, governada pelo irmão de Arquelau, Antipas. José vai morar em Nazaré, de onde Jesus tomou o nome de nazareno..[2]

### Judeia
- Funeral de Herodes, sepultado em Jericó.[2]
- Os amigos das pessoas mortas por Herodes, após a revolta pela águia de ouro que Herodes havia colocado no templo, protestam contra Arquelau. Após a festa da páscoa, Arquelau envia o exército contra os revoltosos e mata três mil.[2]
- Arquelau viaja a Roma para que Augusto o confirme como rei. Ele leva Nicolau de Damasco, Ptolemeu, um agente de Herodes, sua mãe Maltace, uma samaritana, Salomé, irmã de Herodes, e os filho de Salomé. Outros parentes vão também, alguns com intensão de acusá-lo. Seu irmão Filipe fica como regente e guardião de seus filhos.[2]
- Sabino, um agente de Augusto na Síria, após Arquelau ter embarcado para Roma, vai a Jerusalém e toma posse do palácio.[2]
- Antipas, outro filho de Herodes, também vai a Roma para pedir o reino para si. Salomé o havia instigado a isto, pois ele havia sido nomeado herdeiro no primeiro testamento de Herodes. Antipas vai com sua mãe, Cleópatra, que havia nascido em Jerusalém, Ptolemeu, irmão de Nicolau de Damasco, e o orador Ireneu.[2]
- Em Roma, os parentes de Herodes ficaram do lado de Antipas, pois eles odiavam Arquelau.[2]
- Augusto confirma Arquelau como rei.[2]
- Varo parte de Antioquia para controlar as sedições na Judeia causadas pela ausência de Arquelau.[2]
- Durante a festa de Pentecostes, vários judeus convergem para Jerusalém para atacar Sabino, que cobiçava o tesouro real. Sabino é cercado no palácio, e recusa um salvo-conduto, porque não confiava nos judeus e esperava ajuda de Varo.[2]
- Judas, cujo pai Ezequias havia liderado um bando de ladrões e havia tentado derrubar Herodes, reune um bando de homens desesperados em Séforis, cidade da Galileia, e ataca os territórios do rei. Judas pretende conquistar o reino e se tornar rei. Segundo Ussher, o nome hdwhy em hebraico corresponde a Judas, o nome sírio hdwt a Tadeu, logo este Judas é o mesmo Teudas que foi citado por Gamaliel em Atos 5:36.[2]
- Simão, um servo de Herodes, homem sábio e respeitado, se proclama rei. Ele começa o reinado atacando e pilhando o palácio de Jericó, e outros palácios. Grato (ou, segundo Tácito, o próprio Varo) marcha contra Simão e o derrota no outro lado do Jordão. Simão é decapitado.[2]
- Em Amata, na margem do rio Jordão, outro palácio é queimado pela turba de Simão. Athronges, um pastor que se destacava apenas pela altura e força, se declara rei. Seus quatro irmãos, igualmente altos e fortes, são seus tenentes. Seu poder dura algum tempo, até ele ser derrotado por Arquelau, depois que este voltou de Roma.[2]
- Varo, que havia recebido cartas de Sabino e sabia que a terceira legião corria perigo, marcha com duas outras legiões.[2]
- Varo captura Séforis, vende seus habitantes como escravos e queima a cidade.[2]
- Varo queima Emaús, onde soldados romanos haviam sido mortos pela turba de Atronges, que havia sido abandonada pelos habitantes.[2]
- Ao chegar a Jerusalém, os judeus que cercavam os romanos ficaram com medo e abandonaram o ataque, dizendo que estavam lá pela festa.[2]
- Varo procura os culpados pelas sedições, e crucifica cerca de dois milhares. Após haver pacificado a Judeia, Varo volta a Antioquia.[2]
- Maltace morre de doença em Roma.[2]
- Uma embaixada de judeus vai a Augusto para pedir que eles possam viver de acordo com suas leis, e sem reis. Eles queriam que a Judeia fosse anexada à província romana da Síria.[2]
- Poucos dias depois, Augusto faz de Arquelau senhor, mas não rei, da metade dos domínios do seu pai, a parte que Herodes havia dado no seu testamento. Augusto diz que Arquelau se tornaria rei caso se comportasse bem e merecesse o reino. As cidades que seguiam as leis gregas foram incluídas na província da Síria.[2]
- A outra metade do reino de Herodes foi dividida em duas partes: Herodes Antipas ficou com a Galileia e a Petreia, e Filipe recebeu a Bataneia, Traconítida e Auranita, com o palácio de Zenodoro. Salomé recebeu algumas cidades e palácios.[2][Nota 1]
- Um judeu, de família pobre, se faz passar por Alexandre, filho que Herodes tinha executado e que, segundo a história inventada, teria sido salvo da morte por Aristóbulo. Ele engana a todos, chegando a ser levado até Augusto. Augusto, porém, reconhece a impostura, e envia o jovem para as galés, e executa o homem que havia elaborado a fraude.[2]
- Arquelau, ao retornar a Jerusalém, remove o sacerdote Joazar, filho de Beto (ou filho de Simão, filho de Boethus), e coloca em seu lugar seu irmão Eleazar.[2]

## Nascimentos
- 24 de Dezembro - Galba, imperador romano (m. 69).